# Caloptilia recitata
Caloptilia recitata är en fjärilsart som först beskrevs av Edward Meyrick 1918.  Caloptilia recitata ingår i släktet Caloptilia och familjen styltmalar.
Artens utbredningsområde är:
- Hongkong (Kina).
- Nepal.

Inga underarter finns listade i Catalogue of Life.